# Србија на Европским играма
Србија учествује на Европским играма од њиховог првог издања приређеног 2015. године у азербејџанској престоници Бакуу.

## Освојене медаље

### По играма
| Година | Број такмичара | Злато | Сребро | Бронза | Укупно |
| 2015.  | 132            | 8     | 4      | 4      | 16     |
| 2019.  | 66             | 1     | 2      | 3      | 6      |
| 2023.  | 121            | 3     | 6      | 7      | 16     |
| Укупно | Укупно         | 12    | 12     | 14     | 38     |

### По спортовима
| Спорт                            | Злато | Сребро | Бронза | Укупно |
| -------------------------------- | ----- | ------ | ------ | ------ |
| Стрељаштво ()                    | 5     | 1      | 1      | 7      |
| Кајак и кану на мирним водама () | 2     | 2      | 5      | 9      |
| Теквондо ()                      | 1     | 3      | 1      | 5      |
| Самбо ()                         | 1     | 0      | 2      | 3      |
| Кик-бокс ()                      | 1     | 0      | 1      | 2      |
| Атлетика ()                      | 1     | 0      | 0      | 1      |
| Ватерполо ()                     | 1     | 0      | 0      | 1      |
| Рвање ()                         | 0     | 2      | 1      | 3      |
| Текбол ()                        | 0     | 2      | 0      | 2      |
| Бокс ()                          | 0     | 2      | 0      | 2      |
| Одбојка ()                       | 0     | 0      | 1      | 1      |
| Баскет 3x3 ()                    | 0     | 0      | 1      | 1      |
| Пливање ()                       | 0     | 0      | 1      | 1      |
| Укупно (13)                      | 12    | 12     | 14     | 38     |

## Освајачи медаља
| Медаља | Такмичар(и) | ЕИ         | Спорт          | Дисциплина                       | Датум освајања |
| ------ | --- | ---------- | -------------- | -------------------------------- | -------------- |
| Злато  | Далма Ружичић-Бенедек, Милица Старовић | 2015. Баку | Кајак и кану   | К2 - 500м (ж)                    | 16. јун 2015.  |
| Злато  | Небојша Грујић, Марко Новаковић | 2015. Баку | Кајак и кану   | К2 - 200м (м)                    | 16. јун 2015.  |
| Злато  | Андреа Арсовић | 2015. Баку | Стрељаштво     | 10м - ваздушна пушка (ж)         | 16. јун 2015.  |
| Злато  | Зорана Аруновић | 2015. Баку | Стрељаштво     | 10м - ваздушни пиштољ (ж)        | 17. јун 2015.  |
| Злато  | Дамир Микец | 2015. Баку | Стрељаштво     | 10м - ваздушни пиштољ (м)        | 17. јун 2015.  |
| Злато  | Дамир Микец | 2015. Баку | Стрељаштво     | 50м - пиштољ (м)                 | 20. јун 2015.  |
| Злато  | Ватерполо репрезентација Србије - јуниори састав: П. Велкић, М. Влаховић, У. Вуковић, Ђ. Вучинић, М. Јанковић, П. Касум, Ј. Колашинац, Н. Лукић, В. Митровић, Д. Рогач, С. Тодоровски, М. Тубић, К. Шулц       | 2015. Баку | Ватерполо      | (м)                              | 21. јун 2015.  |
| Злато  | Ивана Јандрић | 2015. Баку | Самбо          | до 68 кг (ж)                     | 22. јун 2015.  |
| Сребро | Виктор Немеш | 2015. Баку | Рвање          | грчко-римски стил - до 75 кг (м) | 14. јун 2015.  |
| Сребро | Николина Молдован, Оливера Молдован | 2015. Баку | Кајак и кану   | К2 - 200м (ж)                    | 16. јун 2015.  |
| Сребро | Тијана Богдановић | 2015. Баку | Теквондо       | до 49 кг (ж)                     | 16. јун 2015.  |
| Сребро | Милица Мандић | 2015. Баку | Теквондо       | преко 67 кг (ж)                  | 19. јун 2015.  |
| Бронза | Ања Цревар | 2015. Баку | Пливање        | 400м мешовито (ж)                | 23. јун 2015.  |
| Бронза | Кошаркашка репрезентација Србије - 3 на 3 састав: М. Савић, Д. Домовић Булут, М. Ждеро, Д. Мајсторовић | 2015. Баку | Кошарка 3 на 3 | (м)                              | 26. јун 2015.  |
| Бронза | Одбојкашка репрезентација Србије састав: А. Бјелица, Б. Буша, М. Дрпа, Б. Живковић, Т. Малешевић, С. Мирковић, Б. Михајловић, Б. Молнар, Ј. Николић, М. Поповић, С. Поповић, М. Рашић, М. Савић, Ј. Стевановић | 2015. Баку | Одбојка        | (ж)                              | 27. јун 2015.  |

## Занимљивости
- Прва златна медаља: Далма Ружичић-Бенедек и Милица Старовић, кајак у дисциплини К2 - 500м (16. јун 2015)
- Прва сребрна медаља (и прва медаља уопште): Виктор Немеш, рвање грчко-римским стилом у категорији до 75кг (14. јун 2015)
- Прва бронзана медаља: Ања Цревар, пливање у дисциплини 400м мешовито (23. јун 2015)